# Transbordador Ptichka
Para más información sobre la serie de transbordadores espaciales soviéticos, véase: transbordador Buran.

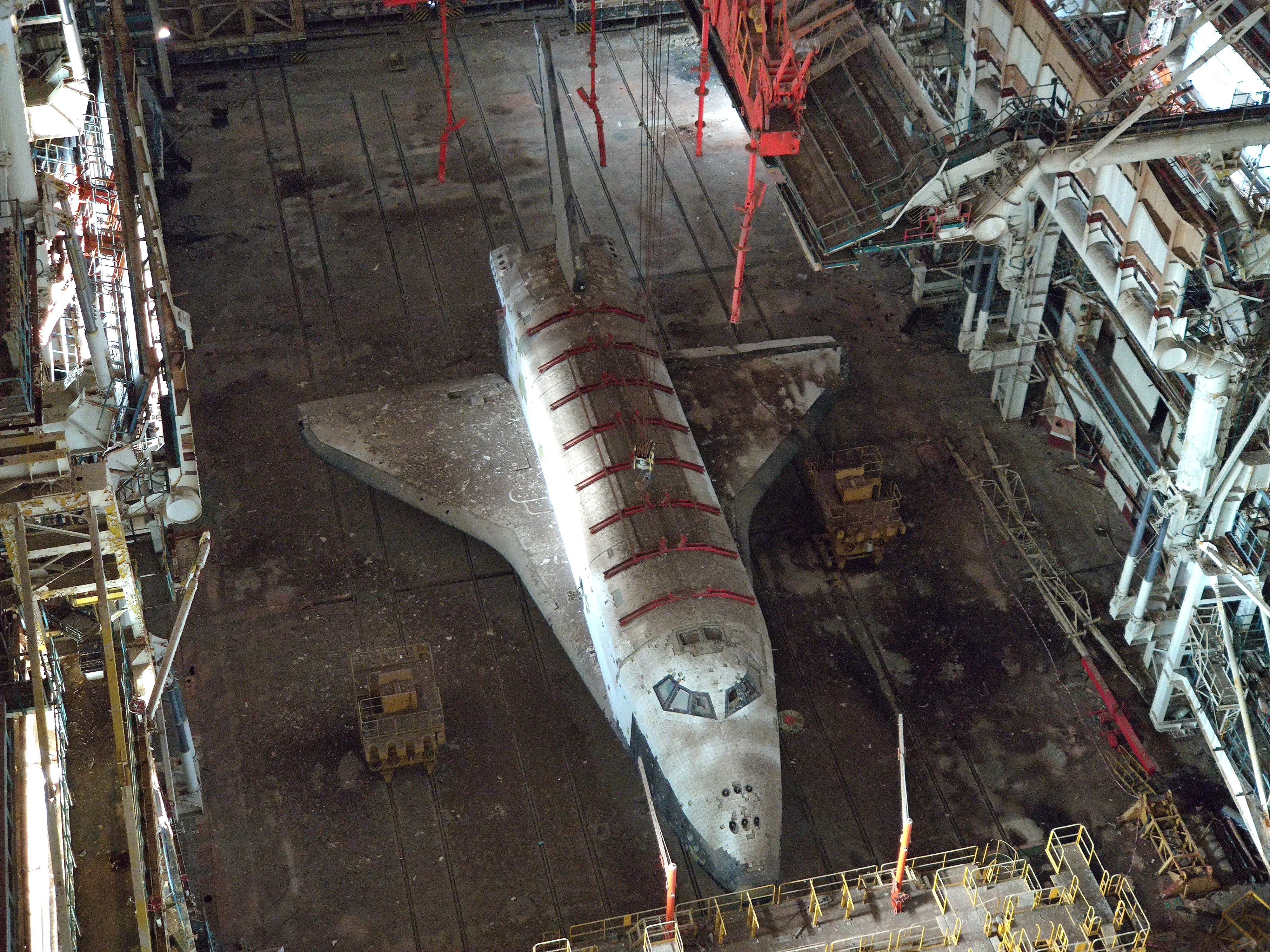
El transbordador guardado en un hangar del cosmódromo de Baikonur.

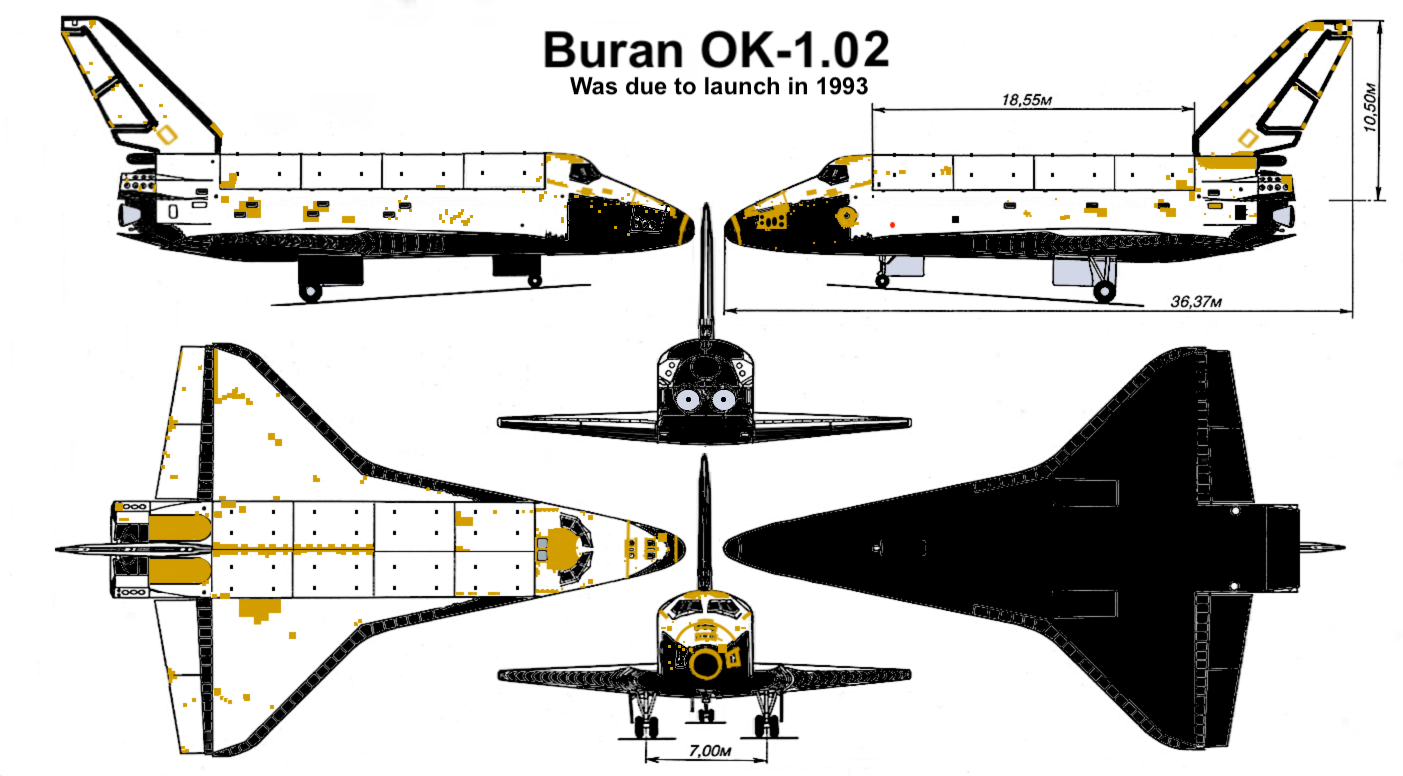
Diseño general del orbitador Buran OK-1.02

El Ptichka ("Птичка" significa "pajarito" en ruso) es un apodo informal para el transbordador espacial Buran 1.02, el segundo de los transbordadores creados por la Unión Soviética, y al que no se dio nombre oficial. Este transbordador se distingue de los otros debido al marco rojo que lleva en el lomo. Sin embargo, el tema formal para todo el proyecto de transbordadores era el tiempo tormentoso y "Burya" ("Буря" que significa "tempestad" en ruso) era mencionado como un nombre más probable para la nave espacial.
La construcción del segundo transbordador comenzó en 1988, y aunque el transbordador estuvo más cerca de ser terminado que cualquiera de los transbordadores Buran (después del Buran 1.01), nunca se terminó. El programa fue oficialmente cancelado en 1993. Su primer lanzamiento estaba programado para 1992, en un vuelo sin tripulación a la estación espacial Mir. Ahora el transbordador espacial Ptichka está siendo subastado por un valor de entre 4 y 50 millones de dólares; el transbordador Buran, el único que llegó a volar, fue destruido tras el colapso del techo del hangar donde se guardaba en 2002.
En la actualidad los dos transbordadores que están en buen estado están siendo exhibidos al público: una unidad de pruebas en el museo del parque Gorki en Moscú y una versión de vuelo (OK-GLI), que es exhibida en el museo Sinsheim Auto & Technik en Alemania.
Una maqueta a escala 1:8 construida para pruebas aerodinámicas puede ser comprada por NPO Molniya en Moscú. Un modelo a escala natural puede ser encontrado en la zona de pruebas del Cosmódromo de Baikonur.
El Ptichka es actualmente propiedad de Kazajistán, en el cosmódromo de Baikonur, en el MIK.